# 巴氏單鰭八角魚
巴氏單鰭八角魚，為輻鰭魚綱鮋形目杜父魚亞目八角魚科的其中一種，為溫帶海水魚，分布於西北大西洋格陵蘭西部至美國麻州科德角海域，棲息深度0-695公尺，體長可達22公分，棲息在砂泥底質底層水域，以甲殼類等為食，生活習性不明。